# Peter Bergman
Peter Michael Bergman (Guantánamo, 11 giugno 1953) è un attore statunitense.
Noto principalmente per il ruolo di Jack Abbott nella soap opera Febbre d'amore ma anche per il ruolo di Cliff Warner in La valle dei pini.

## Biografia
Peter Michael Bergman è nato l'11 giugno 1953 nella baia di Baia di Guantánamo, a Cuba. È figlio di Walter Bergman, un ufficiale della United States Navy. In seguito si è diplomato alla Crossland Senior High School di Camp Springs, nel Maryland. Dal 1976 al 1981, è stato sposato con l'attrice Christine Ebersole.  Successivamente, nel 1985, ha sposato Mariellen, con la quale ha avuto due figli.

## Carriera
Ha iniziato a recitare nel 1976, nella seria televisiva Kojak. Successivamente, dal 1979 al 1989, ha interpretato Cliff Warner nella soap opera La valle dei pini. Nel 1982, ha interpretato Larry nel film TV Morte in TV, diretto da William Wiard. Nel 1986, ha recitatao in una pubblicità della Vicks. Nel 1991, interpreta Warren Taylor nel film TV Palomino e, nel 1993, Bob in Tre donne in pericolo. Successivamente, ha recitato in alcuni episodi di serie TV, tra cui Le cinque signore Buchanan, La tata e Beautiful. Nel 2001, ha interpretato Jack Abbott, nel diciassettesimo episodio della terza stagione di The King of Queens. Dal 1989, interpreta Jack Abbott, nella soap opera statunitense Febbre d'Amore. Per la sua interpretazione, ha vinto 3 Daytime Emmy Awards. 

## Filmografia

### Televisione
- Kojak - serie TV, 2 episodi (1976)
- La valle dei pini (All My Children) - serie TV, 280 episodi (1979-1989)
- Morte in TV (Fantasies), regia di William Wiard - film TV (1982)
- Money, Power, Murder., regia di Lee Philips - film TV (1989)
- Febbre d'amore (The Young and the Restless) - serie TV, 3818 episodi (1989-in corso)
- Palomino, regia di Michael Miller - film TV (1991)
- Tre donne in pericolo (Woman on the Ledge), regia di Chris Thompson - film TV (1993)
- Le cinque signore Buchanan (The 5 Mrs. Buchanans) - serie TV, episodio 1x03 (1994)
- La tata (The Nanny) - serie TV, episodio 4x24 (1997)
- Beautiful (The Bold and the Beautiful) - serie TV, 2 episodi (1998)
- The King of Queens - serie TV, episodio 3x17 (2001)
- This Show Sucks Truth + Consequences - miniserie TV, episodio 1x02 (2022)

### Cortometraggi
- The Return of the Muskrats, regia di Andrew Mudge (2005)

## Riconoscimenti
- Daytime Emmy Awards
  - 1983 - Candidatura al miglior attore protagonista in una serie drammatica per La valle dei pini
  - 1990 - Candidatura al miglior attore protagonista in una serie drammatica per Febbre d'amore
  - 1991 - Miglior attore protagonista in una serie drammatica per Febbre d'amore
  - 1992 - Miglior attore protagonista in una serie drammatica per Febbre d'amore
  - 1993 - Candidatura al miglior attore protagonista in una serie drammatica per Febbre d'amore
  - 1994 - Candidatura al miglior attore protagonista in una serie drammatica per Febbre d'amore
  - 1995 - Candidatura al miglior attore protagonista in una serie drammatica per Febbre d'amore
  - 1996 - Candidatura al miglior attore protagonista in una serie drammatica per Febbre d'amore
  - 1997 - Candidatura al miglior attore protagonista in una serie drammatica per Febbre d'amore
  - 1998 - Candidatura al miglior attore protagonista in una serie drammatica per Febbre d'amore
  - 1999 - Candidatura al miglior attore protagonista in una serie drammatica per Febbre d'amore
  - 2000 - Candidatura al miglior attore protagonista in una serie drammatica per Febbre d'amore
  - 2001 - Candidatura al miglior attore protagonista in una serie drammatica per Febbre d'amore
  - 2002 - Miglior attore protagonista in una serie drammatica per Febbre d'amore
  - 2005 - Candidatura alla miglior combinazione per Febbre d'amore (condiviso con Michelle Stafford)
  - 2007 - Candidatura al miglior attore protagonista in una serie drammatica per Febbre d'amore
  - 2008 - Candidatura al miglior attore protagonista in una serie drammatica per Febbre d'amore
  - 2010 - Candidatura al miglior attore protagonista in una serie drammatica per Febbre d'amore
  - 2013 - Candidatura al miglior attore protagonista in una serie drammatica per Febbre d'amore
  - 2014 - Candidatura al miglior attore protagonista in una serie drammatica per Febbre d'amore
  - 2017 - Candidatura al miglior attore protagonista in una serie drammatica per Febbre d'amore
  - 2018 - Candidatura al miglior attore protagonista in una serie drammatica per Febbre d'amore
  - 2019 - Candidatura al miglior attore protagonista in una serie drammatica per Febbre d'amore
  - 2022 - Candidatura al miglior attore protagonista in una serie drammatica per Febbre d'amore
  - 2023 - Candidatura al miglior attore protagonista in una serie drammatica per Febbre d'amore

## Doppiatori italiani
Nelle versioni in italiano dei suoi film, Peter Bergman è stato doppiato da:
- Antonio Sanna in Febbre d'Amore